# Loukiv
Loukiv (en ukrainien : Луків) ou Loukov (en russe : Луков ; en polonais : Maciejów) est une commune urbaine de l'oblast de Volhynie, en Ukraine. Sa population s'élevait à 3 119 habitants en 2017.

## Géographie
Loukiv est située à 88 km au nord-ouest de Loutsk et à 409 km à l'ouest de Kiev.

## Histoire
La première mention écrite de Loukiv remonte à l'année 1537. C'était alors une possession des Matsiev. Le roi Sigismond II de Pologne autorisa en 1577 Loukiv à prendre le nom de Matsiev et lui accorda des privilèges urbains (droit de Magdebourg). À la fin du XVIIIe siècle, Matsiev et d'autres villes de l'ouest de la Volhynie furent rattachées à l'Empire russe. En 1870, elle comptait 1 035 habitants et 4 126 habitants en 1911. En 1915, la ville fut prise de l'armée autrichienne. Matsiev fut polonaise de 1920 à 1939. En septembre 1939, après la signature du pacte germano-soviétique, la localité, comme l'ensemble de l'Ukraine occidentale, fut envahie par l'Armée rouge, puis annexée par l'Union soviétique. Pendant la Seconde Guerre mondiale, elle fut occupée par l'Allemagne nazie du 27 juin 1941 à juillet 1944. En 1946, la ville fut retrouva son ancien nom de Loukiv. Quelques industries y furent alors développées (produits alimentaires, poterie, meubles, matériaux de construction), qui ne sont plus pour la plupart en activité au début du XXIe siècle.

## Population
Recensements (*) ou estimations de la population :
| 1870  | 1911  | 1959* | 1970* | 1979* | 1989* | 2001* | 2009  |
| ----- | ----- | ----- | ----- | ----- | ----- | ----- | ----- |
| 1 035 | 4 126 | 2 820 | 3 502 | 3 678 | 3 418 | 3 147 | 3 074 |

| 2010  | 2011  | 2012  | 2013  | 2014  | 2015  | 2016  | 2017  |
| ----- | ----- | ----- | ----- | ----- | ----- | ----- | ----- |
| 3 095 | 3 088 | 3 106 | 3 101 | 3 126 | 3 144 | 3 142 | 3 119 |

## Transports
Loukiv se trouve à 92 km de Loutsk par le chemin de fer et à 96 km par la route.